# グレイテストナインシリーズ
グレイテストナインシリーズは、1995年から2002年にかけてセガからセガサターン用ソフトおよびゲームボーイアドバンス用ソフトとして発売された野球ゲームのシリーズ。通称は「グレイテストナイン」。俗にリアル系野球ゲームといわれる部類である。

## 概要
| 1995 | 完全中継プロ野球グレイテストナイン                                             |
| 1996 | グレイテストナイン'96                                                          |
| 1997 | プロ野球 グレイテストナイン'97 プロ野球 グレイテストナイン'97 メークミラクル   |
| 1998 | プロ野球 グレイテストナイン'98 プロ野球 グレイテストナイン'98 サマーアクション |
| 1999 |                                                                                |
| 2000 |                                                                                |
| 2001 |                                                                                |
| 2002 | グレイテストナイン                                                             |

セガサターンの代表的野球ゲームとしてシリーズ化されたが、ドリームキャストでは「プロ野球チームをつくろう!」の関連ソフトとして2頭身キャラクターによる野球ゲーム『プロ野球チームであそぼう!』シリーズが発売されるようになったことで、1998年を最後にしばらく新作発売が途絶えていた。
しかし、2002年にゲームボーイアドバンス（GBA）で復活。携帯ゲーム機では非常に珍しいリアル系野球ゲームとして健闘を見せた。この、ゲームボーイアドバンス版は「プロ野球チームをつくろう!」シリーズを製作しているスマイルビット（2004年7月1日付けで、セガ本社に吸収）が開発を手がけている。
シリーズの特徴として、チームエディットが出来ることと、雨天での試合及びそれによるコールドゲームがあることが挙げられる（GBA版は共に不採用）。なお、版権の関係で、球場内の広告などは全て独自のものに差し替えられている。
セガオリジナルチームが存在し、セガキャラクターや関連人物の名前が多数使われていた。

## 作品リスト

### セガサターン
- 完全中継プロ野球グレイテストナイン - 1995年
  - オープン戦・ペナントレース・トーナメント・オールスター戦・ホームラン競争・データベース・チームエディット・オプションのモードがあった。

- グレイテストナイン'96 - 1996年
  - ウグイス嬢導入。
  - 実在の球場でプレイ可能になった。

- プロ野球グレイテストナイン'97 - 1997年
  - プレイ画面の一新、本作からプレイヤーキャラが取り込み画像のアニメーションからモデリングによるフルポリゴンになる。
  - データベース・トーナメント・オールスター戦・OPムービー・リプレイを廃止して大幅に整理された。ただしオールスターチームはオープン戦で選択可能。
  - オリジナルチームの名称が「ナイツ」と「ダイナマイツ」に変更。
  - 開業したばかりのナゴヤドームと大阪ドームが使えるが、当時大阪ドームのフェンスの色が水色だったのに対し、本シリーズでは濃い青になっていた。

- プロ野球グレイテストナイン'97 メークミラクル - 1997年
  - 初の同一年によるマイナーチェンジ版。音声の大幅な修正・追加が施された。
  - 同年に実際に起こった出来事に沿って進む「1997ペナント」が追加された。また、プレイ中の視点変更も可能になった。
  - 「ナイツ」「ダイナマイツ」のメンバーが各球団OBとの混合編成になった。

- プロ野球グレイテストナイン'98 - 1998年
  - 「1997ペナント」を削除した上で、「なりきりモード」追加。

- プロ野球グレイテストナイン'98 サマーアクション - 1998年
  - モードやシステムの変更などはなく、その時点の選手データの修正に留まる。

### ゲームボーイアドバンス
- グレイテストナイン - 2002年
  - サターンより容量が少ないGBAのため、様々な機能が削除された。
  - メニューは、オープン戦・ペナント・トーナメント・オールスター戦。
  - 使える球場は東京ドーム・阪神甲子園球場・西武ドーム・グリーンスタジアム神戸（当時）のみ。

## 声の出演
実況
- 松下賢次（当時TBSアナウンサー） - '96～'98サマーアクション

ウグイス嬢
- 手塚ちはる（声優） - '96～'98サマーアクション

ウグイスDJ
- 光吉猛修